# Anfinn Øien
Anfinn Hans August Øien (29 de marzo de 1922 – 12 de noviembre de 2018) fue un organista noruego y maestro de música.
Øien nació en Aurskog y creció en la granja Øien hasta que se mudó a Oslo en 1939 para estudiar en la preparatoria. Estudió en el Conservatorio de Música de Oslo con el organista Finn Viderø en Copenhague. Empezó a trabajar como organista de iglesia en 1946, incluso en la Iglesia Lilleborg en Oslo. Empezó a enseñar en el Conservatorio de Música de Oslo en 1966 y sirvió como su director de 1969 a 1973. Después de que se estableció la Academia Noruega de Música en 1973, trabajó como un instructor superior de la armonía y contrapunto de 1973 a 1984, y después mantuvo el puesto de profesor a tiempo completo de 1985 a 1990. 
Compuso música de la iglesia y música para el himno Guds menighet er jordens største under (La congregación de Dios es el asombro más grande de la Tierra) de Ronald Fangen, y publicó un popular libro sobre la teoría musical. En 2000, puso música a 16 himnos de Per Lønning, los cuales la editorial musical Cantado de Stavanger publicó. Uno de los himnos fue adoptado como una nueva canción de la ciudad de Oslo. 
Øien residió en Blommenholm entre 1968 y 2002, cuando regresó a Aurskog. Fue el abuelo del guitarrista Anders Clemens Øien.
En 2002, recibió la Medalla Real al Mérito de Noruega en oro.

## Publicaciones
- Andreasmesse, en generasjonsgudstjeneste (La feria de San Andrew, un servicio de alabar para los jóvenes; cuadernillo y disco compacto, 2000). Hinmons de Svein Ellingsen.
- Harmonilære: funksjonell harmonikk i homofon sats (Armonía: la armonía operativa y la teoría armónica; 1975)